# Joseología

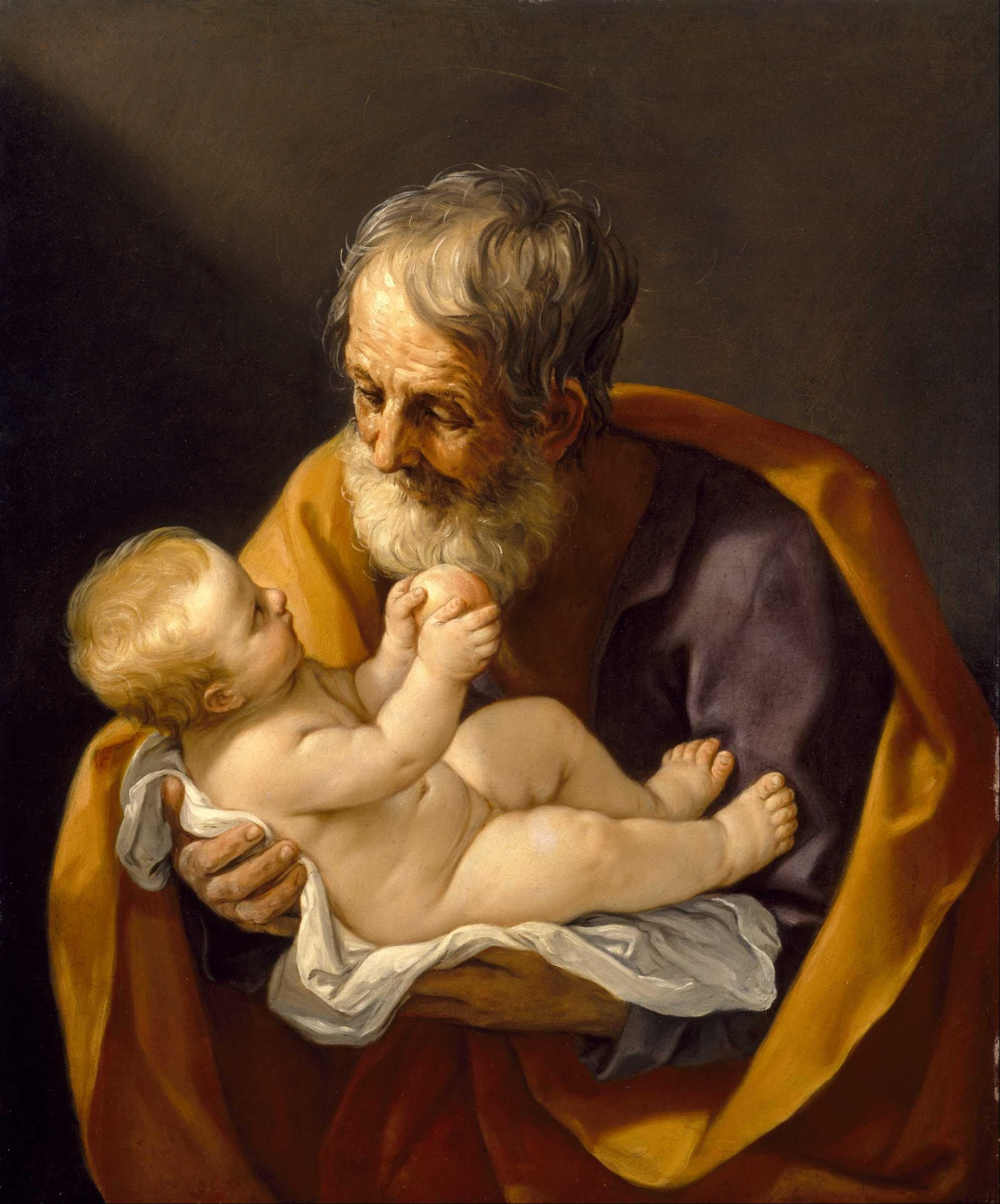
San José y el Niño Cristo por Guido Reni, c. 1640.

La Joseología es el estudio teológico de José, el esposo de María, madre de Jesús. Los registros de devociones a José se remontan al año 800 y Doctores de la Iglesia desde Tomás de Aquino han escrito sobre el tema. Con el crecimiento de la mariología, creció también el estudio teológico de José y en la década de 1950 se formaron centros específicos para ello. El estudio moderno de la teología sobre José es una de las disciplinas teológicas más nuevas.